# Kelechi Emeteole
Kelechi Emeteole (ur. 1951 – zm. 21 czerwca 2017) – nigeryjski piłkarz grający na pozycji pomocnika. W swojej karierze rozegrał 17 meczów i strzelił 4 gole w reprezentacji Nigerii.

## Kariera klubowa
W swojej karierze piłkarskiej Emeteole grał w klubach Iwuanyanwu Nationale, Mighty Jets FC i Enugu Rangers.

## Kariera reprezentacyjna
W reprezentacji Nigerii Emeteole zadebiutował w 1975 roku. W 1976 roku powołano go do kadry na Puchar Narodów Afryki 1976. Zagrał w nim w czterech meczach: grupowych z Zairem (4:2), z Sudanem (1:0) i z Marokiem (1:3) oraz w fazie finałowej z Gwineą (1:1). Z Nigerią zajął 3. miejsce w tym turnieju. W kadrze narodowej od 1975 do 1977 wystąpił 17 razy i strzelił 4 gole.